# Pat Riley
Patrick James "Pat" Riley, född 20 mars 1945 i Rome i delstaten New York, är en amerikansk professionell basketledare, före detta baskettränare och basketspelare. Han anses vara en av NBA:s bästa baskettränare genom tiderna, med bland annat fem NBA-guld: 1982, 1985, 1987 och 1988 med Los Angeles Lakers och 2006 med Miami Heat. Han är general manager för NBA-laget Miami Heat sedan 1995. Han gick i skola vid University of Kentucky och spelade för Kentucky Wildcats.

## Lag

### Som spelare
- San Diego Rockets (1967–1970)
- Los Angeles Lakers (1970–1975)
- Phoenix Suns (1975–1976)

### Som tränare
- Los Angeles Lakers (assisterande, 1979–1981)
- Los Angeles Lakers (1981–1990)
- New York Knicks (1991–1995)
- Miami Heat (1995–2003, 2005–2008)

## Meriter

### Som spelare
- NBA-mästare 1972

### Som tränare
Som assisterande
- NBA-mästare 1980

Som huvudtränare
- 5× NBA-mästare 1982, 1985, 1987, 1988 och 2006
- 3× NBA Coach of the Year 1990, 1993 och 1997
- 9× NBA All-Star Game-tränare (1982, 1983, 1985–1990, 1993)